# Connecteur logique (linguistique)
Pour l’article homonyme, voir Connecteur logique.
En linguistique, un connecteur logique est un mot ou une locution établissant une liaison entre deux propositions.

## Linguistique
En grammaire, les connecteurs logiques sont des morphèmes (adverbes, conjonctions de coordination ou de subordination, parfois même interjections), qui établissent une liaison entre deux énoncés, voire entre un énoncé et une énonciation. Dans la langue parlée, on les appelle aussi marqueurs discursifs, marqueurs pragmatiques, mots du discours, particules (discursives, énonciatives). Ces marqueurs ont fait l'objet de plusieurs travaux de recherche, notamment sur leur typologie. Degand et Sanders mentionnent ainsi les marqueurs discursifs globaux qui jouent une fonction structurationnelle et organisationnelle : les marqueurs métadiscursifs réfèrent explicitement à l'organisation du discours (en résumé, pour conclure, mon objectif est, etc.) ; les marqueurs de digression signalent l'introduction d'un nouveau topique ou renvoient à un topique suivant ; les marqueurs de segmentation forment un système linguistique et paralinguistique comme la ponctuation, certains connecteurs adverbiaux et expressions référentielles.
Ils regroupent des connecteurs logiques et des connecteurs argumentatifs comme « mais », c'est-à-dire des mots qui, en plus de leur rôle de jonction, insèrent les énoncés reliant dans un cadre argumentatif. L'étude des connecteurs intègre ainsi les perspectives de la grammaire de texte et celle de la pragmatique.  Leur rôle est de rendre un texte plus fluide et de mieux l'organiser.
Quant à l'absence de connecteur entre deux énoncés, c'est en soi une forme de jonction.
Voici quelques connecteurs :
| 1 | Alternative                 | ou / soit ... soit / tantôt ... tantôt / ou ... ou / ou bien / seulement ... mais encore / l'un ... l'autre / d'un côté ... de l'autre / d'une part... d'autre part |
| 7 | But                         | afin que / pour que / de peur que / de façon que |
| 7 | Cause                       | car / pour / en effet / effectivement / comme / par / parce que / puisque / attendu que / vu que / étant donné que / grâce à / à cause de / par suite de / eu égard à / en raison de / du fait que / dans la mesure où / sous prétexte que / compte tenu de                               |
|   | Comparaison                 | comme / de même que / ainsi que / autant que / aussi ... que / si ... que / de la même façon que / semblablement / pareillement / plus que / moins que / non moins que / selon que / suivant que / comme si / par rapport à                                                               |
|   | Concession                  | malgré / en dépit de / quoique / bien que / alors que / même si / ce n'est pas que / certes / bien sûr / évidemment / il est vrai que / toutefois |
|   | Conclusion                  | en conclusion / pour conclure / en guise de conclusion / en somme / bref / ainsi / donc / en résumé / en un mot / par conséquent / finalement / enfin / en définitive |
|   | Condition, supposition      | si / au cas où / à condition que / pourvu que / à moins que / en admettant que / pour peu que / à supposer que / en supposant que / dans l'hypothèse où / dans le cas où / probablement / sans doute / apparemment                                                                        |
|   | Conséquence                 | donc / aussi / partant / alors / ainsi / ainsi donc / par conséquent / de ce fait / de si bien que / d'où / en conséquence / conséquemment / par suite / c'est pourquoi / de sorte que / en sorte que / de façon que / de manière que / si bien que / tant et si bien que / subséquemment |
|   | Classification, énumération | d'abord / tout d'abord / de prime abord / en premier lieu / premièrement / en deuxième lieu / en second lieu / deuxièmement / après / ensuite / de plus / quant à / en troisième lieu / puis / en dernier lieu / pour conclure / enfin                                                    |
|   | Explication                 | savoir / à savoir / c'est-à-dire / soit... |
|   | Illustration                | par exemple / comme ainsi / c'est ainsi que / c'est le cas de / notamment / entre autres / en particulier / à l'image de / comme l'illustre / comme le souligne / tel que / à l’instar de                                                                                                 |
|   | Justification               | car / c'est-à-dire / en effet / parce que / puisque / de sorte que / ainsi / c'est ainsi que / non seulement ... mais encore / du fait de |
|   | Opposition                  | mais / cependant / or / en revanche / alors que / pourtant / tandis que / néanmoins / au contraire / pour sa part / d'un autre côté / en dépit de / malgré / nonobstant / au lieu de / d'une part...d'autre part                                                                          |
|   | Restriction                 | cependant / toutefois / néanmoins / pourtant / mis à part / ne ... que / en dehors de / hormis / à défaut de / excepté / sauf / uniquement / simplement |
|   | Exclusion                   | hors que / sauf que / excepté que / nonobstant |
|   | Temps                       | quand / lorsque / avant que / après que / alors que / dès lors que / depuis que / tandis que / en même temps que / pendant que / au moment où / subséquemment |